# La Maison hantée (Buffy)
Pour les articles homonymes, voir La Maison hantée.
La Maison hantée est le 18e épisode de la saison 4 de la série télévisée Buffy contre les vampires

## Résumé
Une fête est donnée dans la maison de la fraternité de Riley et de ses amis, mais qui est aussi l'entrée de l'Initiative. La relation entre Buffy et Riley est devenue torride. Ils ne pensent souvent qu'à faire l'amour, ne prêtant aucune attention à leurs amis. Lors de la soirée, ils se retrouvent au premier étage dans une chambre. Anya s'est disputée avec Alex et rencontre Spike. Ils boivent quelques verres et décident d'aller eux aussi à la fête, où des évènements étranges commencent à se dérouler. Des étudiants ont découvert qu'un mur de la maison donne un plaisir intense à quiconque le touche. Alex, de son côté, participe à un tour de jeu de la bouteille au cours duquel une jeune femme l'embrasse passionnément avant de s'enfuir en courant. Willow se trouve confrontée à un fantôme d'un jeune garçon dans une salle de bains.
Buffy et Riley ne se rendent compte de rien car, en fait, la chambre dans laquelle ils se trouvent les isole complètement de la réalité. Dans la maison, les choses se précipitent : des objets bougent tout seul et explosent ; Anya est traversée par un fantôme ; Spike se trouve attaché à une chaise avant de réussir à se libérer. Tout le monde s'enfuit de la maison et le Scooby-gang part trouver Giles. Des recherches indiquent que la maison était autrefois un pensionnat. Le groupe va rendre visite à son ancienne directrice qui avoue qu'elle punissait sévèrement les enfants quand ils avaient des pensées « impures ». Giles en conclut que des esprits frappeurs ont été libérés par l'énergie sexuelle de Buffy et Riley et qu'ils vont faire l'amour jusqu'à être vidés de toute force vitale. Willow et Tara accomplissent alors un rituel pour mettre fin à la hantise, ce qui permet à Anya et Alex d'entrer dans la chambre et d'interrompre enfin les ébats des deux amoureux.

## Statut particulier
Noel Murray, du site The A.V. Club, estime que, malgré « certaines scènes amusantes » et une réalisation de David Solomon « inventive et plutôt efficace », l'épisode souffre d'un scénario « maladroit, de mauvais goût » et qui a un air de déjà-vu. La BBC évoque un épisode d'un « mauvais goût incroyable qui réussit à être à la fois voyeuriste et prude » même si « toutes les scènes sans Buffy et Riley sont assez réussies » et que chaque scène dans laquelle Anya apparaît est un « délice ». Pour Mikelangelo Marinaro, du site Critically Touched, qui lui donne la note de F, c'est le « pire épisode de la série depuis Moloch » et son intrigue est « extrêmement ennuyeuse », ses seuls points positifs étant une scène « très divertissante » entre Alex et Anya dans un camion à glace, les interactions entre Anya et Spike et la chanson de Giles dans un café.

## Analyse
Le titre de l’épisode en version originale fait référence au livre pour enfants Where The Wild Things Are (Max et les Maximonstres en français) de Maurice Sendak. C'est également un jeu de mots avec "wild things" (choses sauvages) qui peut signifier le sexe, mais également les esprits hantant la maison et les plantes qui se mettent à pousser devant la porte de la chambre.